# ألان بوند جونسون
ألان بوند جونسون (بالإنجليزية: Alan Bond Johnson)‏ هو محامي وقاضي أمريكي، ولد في 14 يناير 1939 في شايان في الولايات المتحدة.